# Quality
Quality è il primo album in studio da solista del rapper statunitense Talib Kweli, pubblicato nel 2002.

## Tracce
1. Keynote Speaker (interpretata da Dave Chappelle)
2. Rush (feat. Xzibit)
3. Get By
4. Shock Body
5. Gun Music (feat. Cocoa Brovaz e Michael Rapaport)
6. Waitin' for the DJ (feat. Bilal)
7. Joy (feat. Mos Def)
8. Talk to You (Lil' Darlin') (feat. Bilal)
9. Guerrilla Monsson Rap (feat. Black Thought e Pharoahe Monch)
10. Put It in the Air (feat. DJ Quik)
11. The Proud
12. Where Do We Go (feat. Res)
13. Stand to the Side (feat. Novel e Vinia Mojica)
14. Good to You
15. Won't You Stay (feat. Kendra Ross)

## Classifiche
| Classifica (2002)           | Posizione raggiunta |
| --------------------------- | ------------------- |
| Stati Uniti (Billboard 200) | 21                  |